# Gints Freimanis
Gints Freimanis (Saldus, 1985. május 9. – 2023. június 6.) válogatott lett labdarúgó, hátvéd.

## Pályafutása

### Klubcsapatban
2005-ben a Ventspils, 2006-ban a Dižvanagi, 2006–07-ben a Jelgava, 2007-ben a Jūrmala, 2008-ban az FK Rīga, 2009-ben az ír Saint Patrick’s Athletic, 2010–11-ben ismét a Jelgava, 2012-ben a német Pommern Greifswald labdarúgója volt. 2013 és 2018 között ismét a Jelgava csapatában szerepelt és három lettkupa-győzelmet ért el ebben az időszakban az együttessel. 2018 és 2020 között a Spartaks Jūrmala, 2020 és 2022 között a Saldus SS/Leevon játékosa volt.

### A válogatottban
2014 és 2018 között 13 alkalommal szerepelt a lett válogatottban és egy gólt szerzett.

## Sikerei, díjai
FK Jelgava
- Lett kupa
  - győztes (3): 2014, 2015, 2016